# Svarteborgs kyrka
Svarteborgs kyrka är en kyrkobyggnad i Svarteborg, Munkedals kommun. Den tillhör från 2022 Munkedals församling (tidigare Svarteborgs församling) i Göteborgs stift.

## Belägenhet och tradition
Kyrkan ligger vid den gamla kungsvägen till Norge, på en ändmorän (Berghemsmoränen) varför den höjer sig över det omgivande landskapet. Kung Rane skall enligt en sägen haft sin bostad på platsen där kyrkan idag ligger. Enligt den folkliga traditionen är kung Ranes fiender begravda vid Stenehed) omkring 3,5 km nordväst om kyrkan. Enligt Borgartingslagen från omkring 1140, var Svarteborgs kyrka jämte den i Kongahälla fylkeskyrkor i det område som idag utgör Bohuslän.

## Kyrkobyggnaden
Kyrkan nämndes för första gången 1391, men anses ha tillkommit på 1100-talet. Det gamla smala koret revs 1708, varefter kyrkan förlängdes åt väster och fick sitt nuvarande kor i samma bredd och höjd som långhuset. Samtidigt förnyades taklaget. Det låga trätornet i väster med lanternin är byggt 1757. Sakristian, som från början var placerad bakom altaret, flyttades 1906 så att den hamnade bakom en skärm vid predikstolen. Vid denna restaurering målades kyrkan om och färgsättningen förändrades. År 1937-1938 byggdes den nuvarande sakristian som är belägen intill korets mur i norr.

## Takmålningarna

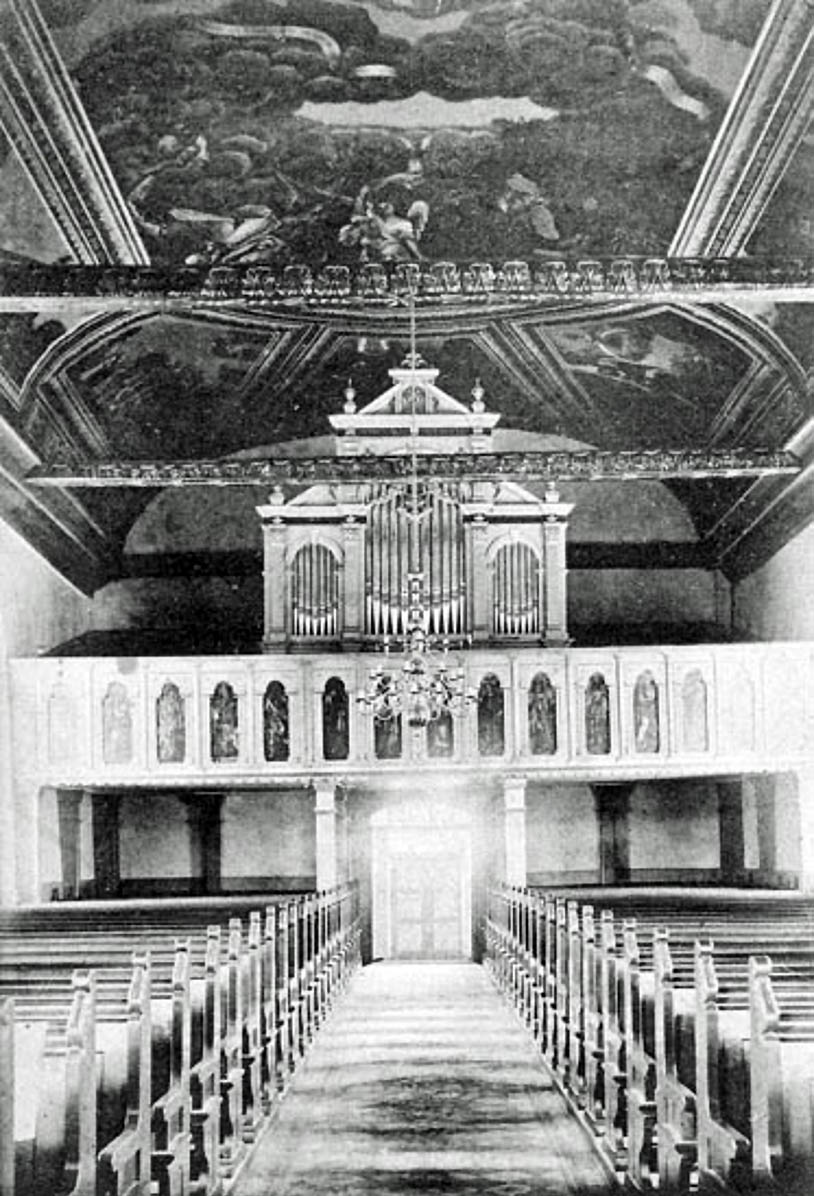
Interör med takmålningarna från 1900-1910.

Målningarna i taket utfördes 1727 av kyrkomålaren Christian von Schönfeldt. Takmålningarna är imponerande, men det har framförts att de är stela till utformningen och det beror på att lärlingar utförde en stor del av arbetet. Förebilder har hämtats från illustrationer i en tysk bibel samt från verk av Dürer och Rafael. Scenen med yttersta domen är inspirerad av Michelangelo.
Takmålningarna på det tunnvälvda taket är uppdelade. I korets tak avbildas treenigheten och i långhuset den yttersta domen omgiven av Jerusalem, Kristi förklaring, den gode herden, Sodoms brand, Elias himmelsfärd, Lazarus i livet och döden, satan bindes, de visa och fåvitska jungfrurna samt den smala och breda vägen.
Vid 1906 års restaurering hade kyrkomålaren Teodor Wallström i uppdrag att anpassa Schönfeldts ornamentik, så att den skulle harmoniera med kyrkans nya färgsättning. Han målade emellertid även över målningarna i långhustakets mitt och i kortaket, så att de skulle passa till det nya stilidealet. Dessa övermålningar finns kvar, trots att de konserverats flera gånger.

## Inventarier

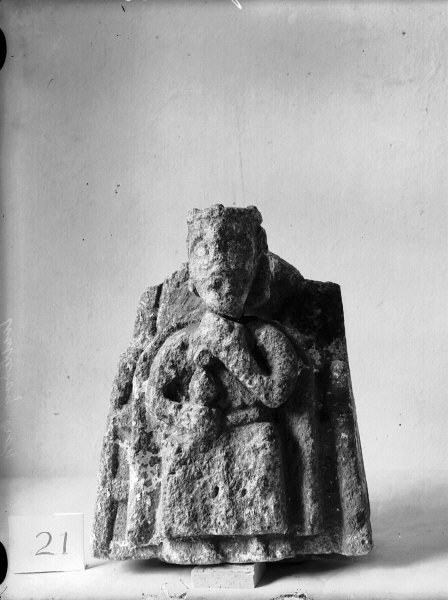
Helgonfiguren.

- Helgonfigur av täljsten från 1500-talet. Olof den helige sittande i tronstol med högt ryggstöd. Förvaras i Bohusläns museum.
- Dopfunten är medeltida.
- Altartavla, predikstol och läktarbröstning utfördes 1727 av Christian von Schönfeldt.

### Orgel
Orgeln är tillverkad 1979 av Hammarbergs Orgelbyggeri AB och innehåller en del äldre pipmaterial. Instrumentet har 27 stämmor fördelade på två manualer och pedal.